# Krćevac
Krćevac (Servisch cyrillisch Крћевац) is een plaats in de Servische gemeente Topola. De plaats telt 775 inwoners (2002).